# Zustimmung zum Nationalsozialismus

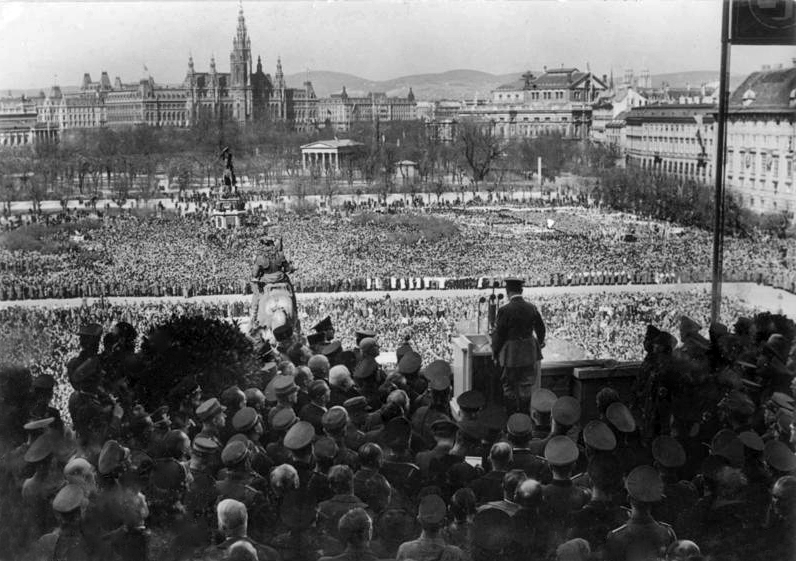
Rede Hitlers am 15. März 1938 auf dem Wiener Heldenplatz

Unter Zustimmung zum Nationalsozialismus wird diskutiert, ob und inwieweit der Nationalsozialismus bzw. das diktatorische Regime von Adolf Hitler Zustimmung auch unter denjenigen Deutschen gefunden hat, die keine Anhänger bzw. Mitglieder der NSDAP waren. Damit verbunden ist der Meinungsstreit um das Wesen des Nationalsozialismus und seinen Platz in der deutschen Geschichte. Die Zustimmungsthese hat wiederum Einfluss auf Konstrukte der Kollektivhaftung wie die „Kollektivschuld“ oder das deutsche „Tätervolk“.
Mangels geeigneter Quellen ist es schwierig, die Zustimmung einzelner Bevölkerungsgruppen zum Nationalsozialismus genau zu bestimmen. Unter Historikern und Historikerinnen gilt die Annahme, dass viele Deutsche zumindest Elemente nationalsozialistischen Denkens teilten.

## Forschungsproblem
Eine moderne Meinungsforschung (Demoskopie) mit entsprechenden Umfragen, Wahlanalysen usw. entstand in Europa erst nach dem Zweiten Weltkrieg. Daher ist es bereits für die Zeit der Weimarer Republik schwierig, beispielsweise die Wahlerfolge der NSDAP seit 1930 mit Beginn der Präsidialkabinette genau einzelnen Bevölkerungsgruppen zuzuweisen. Man behilft sich daher mit dem Vergleich von demographischen Daten einzelner Wahlkreise.
Im NS-Staat gab es weder Pressefreiheit noch Meinungsfreiheit, weshalb Aussagen aus dieser Zeit unter Vorbehalt zu interpretieren sind. Rückblickende Aussagen nach 1945 sind ebenfalls problematisch, da sie zur Rechtfertigung der eigenen Taten dienen konnten.
Dem Historiker Peter Longerich zufolge gab es keine Öffentlichkeit im Dritten Reich, zumindest keine freie, sodass die Erforschung einer solchen überhaupt fragwürdig sei. Ersatzweise verwendet die Geschichtswissenschaft die propagandistischen NS-staatlichen „Meldungen aus dem Reich“ oder die Deutschlandberichte, die die Exil-SPD gesammelt hat. Eine weitere Quelle, die erst seit 2011 auszugsweise erschlossen ist, sind die Berichte der in Deutschland tätigen ausländischen Diplomaten. Auch erhaltene Tagebücher von Zeitzeugen wie Viktor Klemperer können konsultiert werden. Daneben wurde versucht, Indizien wie die Vergabe von Vornamen auszuwerten.
Hinweise bieten auch Wahlen und Abstimmungen von Deutschen, die nach 1933 außerhalb des Reichsgebietes befragt wurden (z. B. bei der Saarabstimmung 1935, Wahlerfolge der Sudetendeutschen Partei 1935–1936). Allerdings sind die zur Abstimmung stehenden Fragen nicht allein als Zustimmung oder Ablehnung des Nationalsozialismus interpretierbar, auch gab es Einflüsse der deutschen Regierung.

## Vertreter der Zustimmungsthese
Einzelne Forscher oder Publizisten gehen von einem faktischen, großen Rückhalt des NS-Regimes und seiner Ziele in der deutschen Bevölkerung aus und versuchen damit zu begründen, warum sich das Regime bis 1945 trotz des Bombenkriegs halten konnte.

### Daniel Jonah Goldhagen
Der amerikanische Soziologe Daniel Goldhagen erregte 1996 in Deutschland großes Aufsehen mit seiner Dissertation Hitlers willige Vollstrecker, der zufolge die bisherige Forschung den „eliminatorischen Antisemitismus“ im deutschen Volk übersehen habe. Diese Form des Antisemitismus, die auf die Ausrottung der Juden zielte, sei bei der übergroßen Mehrheit der Deutschen verbreitet gewesen und die Triebkraft des Holocaustes.
Goldhagens Thesen wurden von der deutschen und internationalen Geschichtswissenschaft weitgehend abgelehnt, doch war sein Buch ein Bestseller (zur Kritik siehe den Artikel Daniel Goldhagen).

### Robert Gellately
Der kanadische Holocaust-Professor Robert Gellately schrieb 2002 in Hingeschaut und weggesehen. Hitler und sein Volk, Hitlers Regime habe in erster Linie nicht auf Terror, sondern auf der Beliebtheit Hitlers bei den Deutschen beruht:

„Und in der Tat haben die Deutschen bis heute beim Rückblick auf die Diktatur freundliche Erinnerungen an deren ‚Leistungen‘, was die Rückbesinnung auf gesellschaftliche Werte, die Wiederherstellung der Ordnung und die Herbeiführung eines sozialen Friedens betrifft.“

Gellately begrüßt „bei aller Problematik“ die von Goldhagen aufgeworfenen Fragen, lehnt aber dessen These vom eliminatorischen Antisemitismus als monokausal ab. Gellately verweist unter anderem auf das Zuschauerinteresse bei öffentlichen Hinrichtungen (was er als Zustimmung wertet) und die Popularität von harten Strafen gegenüber Kriminellen.

### Hans-Ulrich Wehler
Der Historiker Hans-Ulrich Wehler deutet das NS-Regime als charismatische Herrschaft. Die Erfolge des Regimes bei der Bekämpfung der Arbeitslosigkeit und der Revision des Versailler Vertrags hätten bis 1938 „eine stürmisch wachsende enthusiastische Zustimmung aus der deutschen Gesellschaft“ erfahren. Hitler sei der bei weitem populärste deutsche Politiker seit Otto von Bismarck. Dies gelte unbenommen von der brutalen Repression, die gegen Juden und Oppositionelle angewandt wurden. Diese dunkle Seite sei verdrängt oder bagatellisiert worden und habe „die breite Konsensbasis, die der ‚Führer‘ mit der Masse seiner Deutschen bis 1939 geteilt hat“, nicht geschmälert. Die Anfangserfolge der Wehrmacht im Zweiten Weltkrieg hätten den Führermythos noch gesteigert, sodass das Regime nach Einschätzung Wehlers bei freien Wahlen 95 % der Stimmen bekommen hätte. Erst nach der Niederlage bei Stalingrad habe ein „schleichender Verfall des Führerglaubens“ eingesetzt, dem das Regime mit verstärkter Repression Herr zu werden versuchte.

### Götz Aly
Götz Aly vertritt in seinem 2005 erschienenen Werk Hitlers Volksstaat. Raub, Rassenkrieg und nationaler Sozialismus die These, der NS-Staat sei eine Zustimmungsdiktatur gewesen, ein Begriff, den Frank Bajohr für die Beschreibung Hamburgs in der NS-Zeit geprägt hatte: Hitler, Gauleiter und Regierung hätten stets peinlich genau darauf geachtet, durch ihr Handeln die Massenzustimmung zum Regime nicht zu gefährden. Daher sei der Krieg, anders als etwa in Großbritannien oder den USA, nicht durch Steuererhöhungen für die breite Masse oder durch von dieser erbetene langfristige Kriegsanleihen finanziert worden, sondern von Anfang an durch die systematische Ausplünderung der besetzten Länder. Aly zieht das Fazit: 

„Die Zustimmung entsprang mehrheitlich keiner ideologischen Überzeugung, vielmehr wurde sie durch systematische Bestechung mittels sozialer Wohltaten immer neu erkauft.“

### Zeitgenössische Meinungen
Thomas Mann – seit 1933 im Exil – äußerte am 17. Juli 1944 rückblickend über die ersten NS-Jahre:

„Man soll nicht vergessen und sich nicht ausreden lassen, daß der Nationalsozialismus eine enthusiastische, funkensprühende Revolution, eine deutsche Volksbewegung mit einer ungeheuren seelischen Investierung von Glauben und Begeisterung war.“

Zu diesem Zitat meint Ralph Giordano:

„Das ist die Wahrheit, und alles andere, sage ich als Augenzeuge, ist Lüge. Die Verschmelzung war, bis auf Reste, total.“

## Ideologische Zustimmung

### Antisemitismus

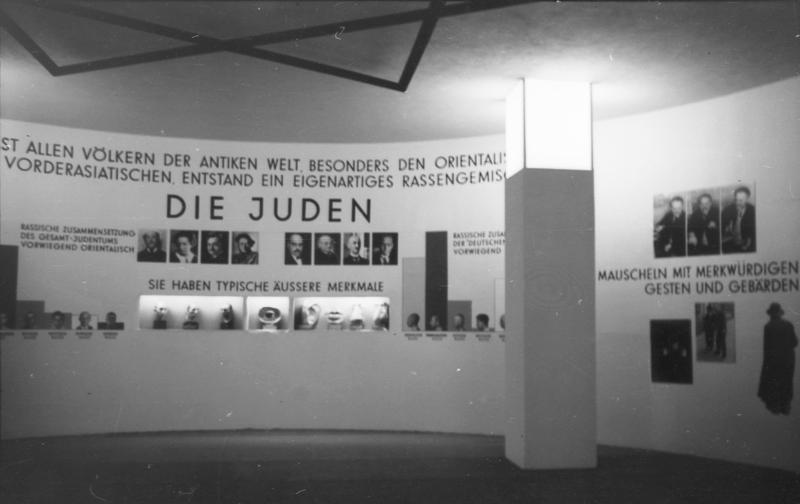
Die Ausstellung Der ewige Jude (1937/1938) gehört zur Vorgeschichte der Novemberpogrome 1938.

Es gilt in weiten Teilen der Forschung als gesichert, dass es in Deutschland (wie auch in anderen Ländern) Antisemitismus gab, dass der „eliminatorische“, radikale Antisemitismus aber einer kleinen Minderheit vorbehalten war.
Zwar war es bekannt, dass führende Nationalsozialisten antisemitisch waren und Maßnahmen gegen die Juden im Wirtschaftsleben durchsetzen wollten, dies wurde von den Wählern 1930–1933 aber anscheinend nicht ernst genommen oder in Kauf genommen. Jedenfalls verzichtete Hitler in dieser Phase weitgehend, mit antisemitischen Parolen Wahlkampf zu betreiben. Der „Judenboykott“ von April 1933 wurde aus mangelndem Rückhalt in der Bevölkerung abgebrochen. Bis zu den Nürnberger Gesetzen von 1935 konnte vermutet werden, damit sei die antijüdische Gesetzgebung abgeschlossen und „Schlimmeres“ nicht zu erwarten.
Andererseits fanden Maßnahmen wie die Verordnung zur Ausschaltung der Juden aus dem deutschen Wirtschaftsleben nicht nur bei ausdrücklichen Antisemiten Zustimmung, sondern auch bei denen, die persönlich von den Auswirkungen profitierten, etwa arbeitslose Anwälte, die die Kanzleien oder Mandanten von Juden übernahmen. Zu diesem Prozess gehört auch die „Arisierung“ und letztlich auch das „Freiräumen“ von Wohnungen, deren jüdische Bewohner deportiert wurden. Für die eigentliche „Endlösung der Judenfrage“ bemühten sich die Nationalsozialisten um Geheimhaltung.

### Volksgemeinschaft
Der vom Regime propagierte Begriff der „Volksgemeinschaft“ überzeugte diejenigen, welche die pluralistische Demokratie ablehnten und in den anderen Parteien nur die Vertreter von Einzelinteressen sahen. Der Nationalsozialismus behauptete, Klassengegensätze zu überwinden. In selektiver Wahrnehmung konnten die sozialpolitischen Erfolge und Aufstiegschancen in der Volksgemeinschaft zum Vergessen bringen, dass „Andersrassige“ und politische Gegner ausgegrenzt wurden.

## Zustimmung zu einzelnen Politikfeldern oder Handlungen
Zu den größten Propagandaerfolgen der Nationalsozialisten gehört die Beseitigung der Arbeitslosigkeit, die freilich durch eine versteckte Staatsverschuldung erkauft war (und später durch Eroberungskriege finanziert werden sollte). Sozialpolitische Maßnahmen waren ebenfalls beliebt sowie technische und Bauprojekte wie das System der Autobahnen.
In Teilen der Bevölkerung fand auch der Antikommunismus Zustimmung, den die Nationalsozialisten besonders radikal verwirklichten.

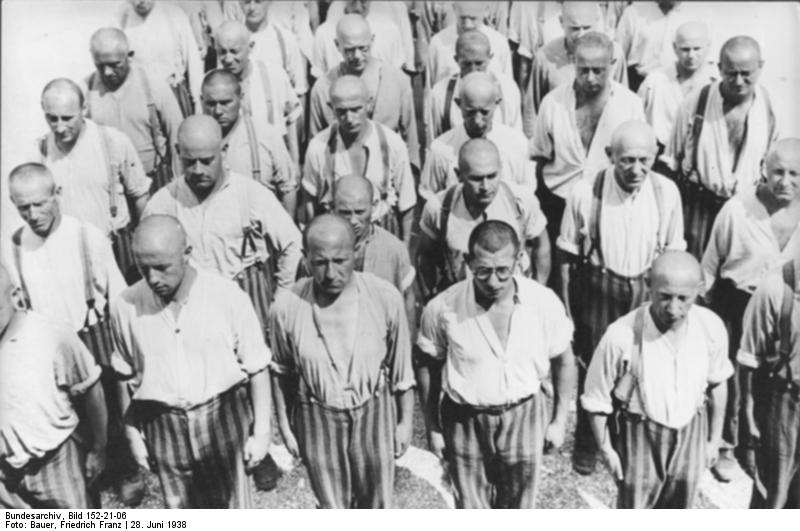
Häftlinge im KZ Dachau, 1938

Eugen Kogon weist in seinem Buch Der SS-Staat darauf hin, dass die ersten KZ-Insassen mehrheitlich nicht etwa Regimegegner, sondern Kriminelle waren. Die KZ-Haft war allerdings nicht die Bestrafung für deren Verbrechen, sondern wurde erst nach Verbüßung der regulären Gefängnis- oder Zuchthausstrafe angetreten und lief unter dem Etikett der „Umerziehung“. Die grausame Behandlung von Verbrechern und „Asozialen“ wurde in der NS-Propaganda verharmlosend als „harte Strafe“ dargestellt.
Bereits Weimarer Politiker bemühten sich – auf unterschiedliche Weise – um die Revision des Versailler Vertrages und waren dabei weit gekommen. Hitler wagte allerdings, auch im Zusammenhang mit der Aufrüstung Deutschlands, riskantere Schritte wie die Rheinlandbesetzung. Der Anschluss Österreichs wurde sogar von Regimegegnern wie dem österreichischen Sozialdemokraten Karl Renner prinzipiell begrüßt.
Demgegenüber hat der Beginn des Zweiten Weltkriegs in der Bevölkerung weniger Begeisterung ausgelöst – dafür war die Erinnerung an 1918 zu präsent. Erst der rasche Sieg über Frankreich im Frühjahr 1940 sorgte für allgemeine Begeisterung. „Zum ersten und fast einzigen Male während des Zweiten Weltkriegs gab es etwas, was man bis zu einem gewissen Grade als eine allgemein verbreitete ‚Kriegsstimmung‘ bezeichnen kann“, schreibt der britische Historiker Ian Kershaw.
Die katholischen Bischöfe hatten sich vor 1933 zwar gegen Hitler ausgesprochen, doch das Reichskonkordat vom 20. Juli 1933 stellte viele Kritiker des Nationalsozialismus aus dem politischen Katholizismus vorläufig ruhig.

## Andere Motive
Neben der Zustimmung mancher Bevölkerungsgruppen zu einzelnen Themen waren die wichtigsten Motive, das Regime hinzunehmen, Furcht vor Terror, dazu Opportunismus (etwa in beruflicher Hinsicht), politisches Desinteresse oder der Glaube an die Propaganda oder eine Mischung aus mehreren Motiven. Auch die Unzufriedenheit mit der Weimarer Republik und eine latente Angst vor dem Bolschewismus spielten eine Rolle. Hitler erschien als unverbrauchter Politiker und Retter des konservativen Wertesystems.
So konnten also verschiedene Einstellungen dazu führen, dass viele Deutsche und Österreicher, ohne die nationalsozialistische Weltanschauung voll zu bejahen, de facto doch zur Unterstützung des Systems beitrugen. Sie konnten z. B. Opportunisten oder Sympathisanten sein oder Befehlsempfänger, die von oben erhaltene Weisungen aus Prinzip, ohne Hinterfragung der jeweiligen Ideologie, sorgfältig ausführten. Und nach dem Ende der nationalsozialistischen Herrschaft konnten sie sich leicht auf die neuen Verhältnisse einstellen. Der Wechsel der herrschenden Weltanschauung bereitete ihnen dabei keine großen Probleme.